# Joan Miralles Ribas
Joan Miralles i Ribas (Barcelona, 15 de noviembre de 1946 - 12 de setiembre de 1993) fue un actor de teatro y cine catalán. Murió a causa del sida.
Comenzó en el Grup d'Estudis Teatrals del Barrio de Horta (els Lluïsos d'Horta), donde su padre ejercía de director y actor.

## Recorrido profesional

### Teatro
- 1961 - El millor dependent del món, de Francesc Lorenzo i Gàcia, als Lluïsos d'Horta[3]
- 1971 - L'ombra de l'escorpí, de Maria Aurèlia Capmany
- 1977 - Lucrecia Borgia. Dirección de Josep Anton Codina
- 1979 - Hamlet, de William Shakespeare y versión de Terenci Moix
- Alfons Quart
- 1990 - Terra baixa, de Àngel Guimerà (en el personaje de Sebastià) y dirección de Fabià Puigserver

### Cine
- 1976 - Iconockaut, de José María Nunes
- 1979 - Companys, procés a Catalunya
- 1982 - Terra baixa, de Mercè Vilaret (vídeo)
- 1983 - Interior roig, de Eugeni Anglada
- 1983 - El pico, de Eloy de la Iglesia
- 1986 - Puzzle, de Josep Lluís Comerón
- 1987 - El techo, curtmetratge de Isabel Hernández-Sular
- 1987 - Calé, de Carlos Serrano
- 1989 - Si te dicen que caí, de Vicente Aranda
- 1990 - Pont de Varsòvia, de Pere Portabella
- 1991 - Un submarí a les estovalles, de Ignasi P. Ferré
- 1992 - Blue Gin, de Santiago Lapeira
- 1992 - Un plaer indescriptible, d'Ignasi P. Ferré
- 1996 - El caso de los falsos doctores, curtmetratge de Víctor M. García

### Televisión
- 1965-1982 - Estudio 1: "La dama del alba" (1965), "Carta de París" (1979) i "Ángeles caídos" (1982)
- 1976-1979 - Lletres catalanes
- 1977 - Teatro Club (episodi "La rosa de papel")
- 1978 - Llibre dels fets del bon rei en Jaume
- 1979-1980 - Novel·la
- 1980-1981 - Gran teatre
- 1981 - Les guillermines del rei Salomó (episodi "Infantó que caigué del cel")
- 1981 - Setmana santa, telefilm d'Orestes Lara
- 1981 - Santiago Rusiñol: La vida, telefilm d'Orestes Lara
- 1982 - Vídua, però no gaire
- 1983 - Autors catalans d'avui, minisèrie (episodi "Descripció d'un paisatge")
- 1983 - Un encargo original (episodi "El invitado número once")
- 1984 - Cicle Ibsen, minisèrie (episodi "L'enemic del poble")
- 1984 - La comedia (episodi "Un domingo en Nueva York")
- 1984 - Telegaseta de Catalunya (2 episodis)
- 1985 - Galeria oberta (episodi "Batalla de reines")
- 1985 - En escena: 100 anys de teatre català (episodi "Joan Oliver")
- 1986 - Recordar, peligro de muerte
- 1987 - Vostè jutja (1 episodi)
- 1987 - Lorca, muerte de un poeta (episodi "El llanto (1929-1935)")
- 1988 - Crònica negra (episodi "La mala companyia")
- 1989 - Lorenzaccio, Lorenzaccio, telefilm de Fabià Puigserver
- 1989 - Primera función (episodio "La casa de las chivas")
- 1989 - L'avi Bernat
- 1990 - Los jinetes del alba
- 1991 - Terra baixa, telefilm de Josep Montanyès
- 1991 - Maria Estuard, telefilm de Josep Montanyès